# ロケストラのテーマ
「ロケストラのテーマ」（原題： Rockestra Theme）は、1979年にウイングスが発表した楽曲。1978年にポール・マッカートニーが企画し、翌年1979年の「カンボジア難民救済コンサート」にて披露された「ロック版オーケストラ」である「ロケストラ」のテーマ曲。

## 概要
ロケストラの結成は1978年だが、ロケストラ自体の発想、そしてそのテーマ曲の作曲は随分前で、70年代前半には既に存在していたと推測される。
曲の所々にかけ声が入る。これは「Well, we might have not had any winter (俺たちに冬なんて全く来なかったかもな！)」というフレーズであるが、歌詞カードには記載されていない事がある。
曲は1979年のグラミー賞ベストインストゥメンタルソング部門を受賞した。
ロケストラによる演奏ではあるが、ポールはこの曲をウイングスの最新アルバム「バック・トゥ・ジ・エッグ」に収録し、さらに2001年のベスト盤「夢の翼〜ヒッツ&ヒストリー〜」にも収録した。